# Flaggkadett
Flaggkadett är den svenska benämningen på en sjökadett eller officersaspirant under den senare delen av sin utbildning.

## Sverige

I Sverige är flaggkadett den grad en officersapirant har under det sista av åren han/hon utbildas till officer.
Benämningen kommer från det flerbefälssystem som fanns i svenska flottan fram till 1972. Det fanns då tre underofficersgrader, där den andra hette flagg-, följt av yrkestillhörighet. Till exempel hette en underofficer tillhörande däcksavdelningen styrman av 2 graden och nästa högre grad var flaggstyrman, den tredje och högsta underofficersgraden kallades förvaltare. Kadettgraderna var av tradition av underofficers tjänsteställning och det var därför logiskt att den högre kadettgraden fick förledet flagg-.

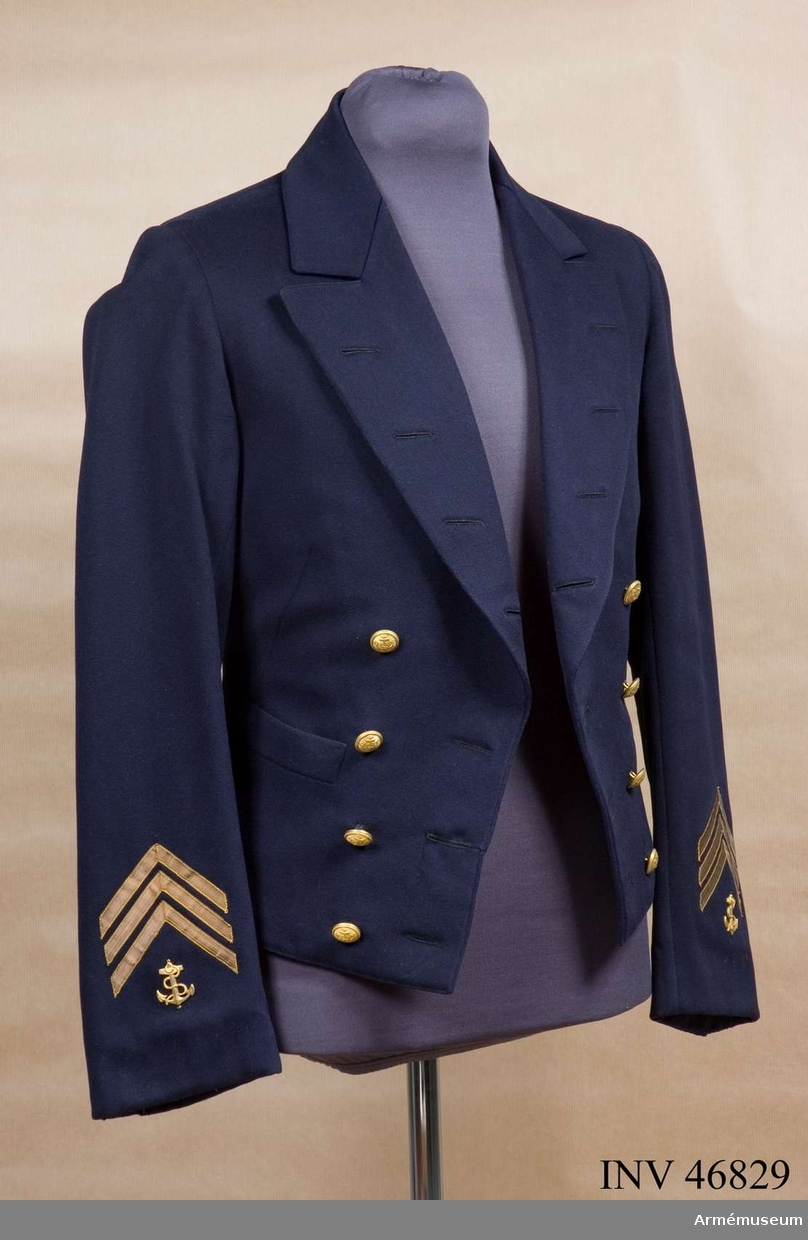
Jacka modell 1878 med gradbeteckning för flaggkadett. Armémuseum.
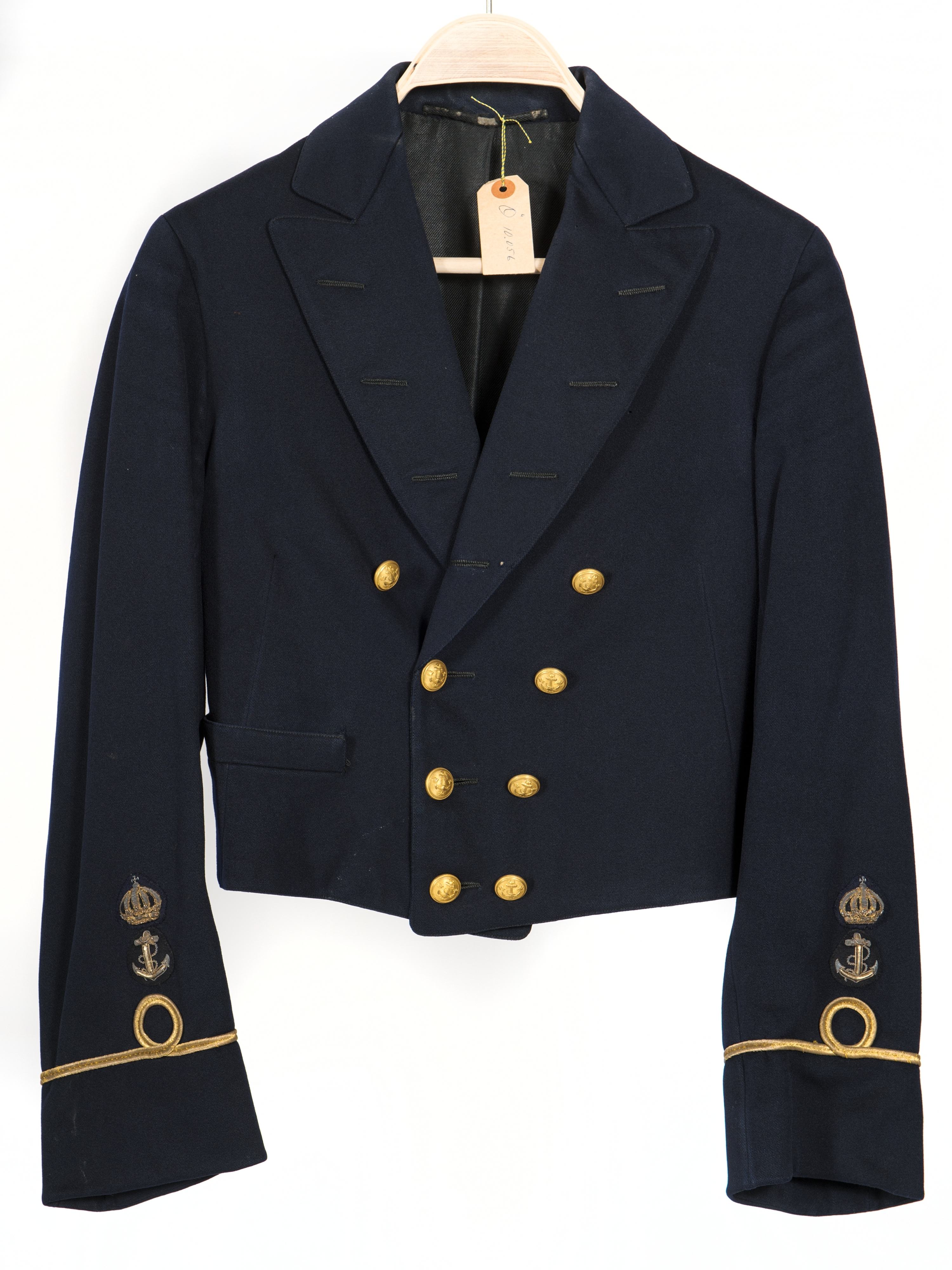
Jacka modell 1878 med gradbeteckning för flaggkadett, använd som daglig dräkt 1926-1927. Sjöhistoriska museet.

## Motsvarande grader i andra flottor

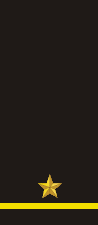
Oberfähnrich Deutsche Marine
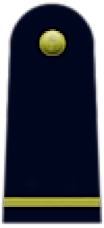
Aspirante guardimarina Italiens flotta
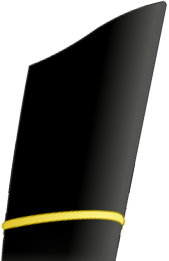
Naval Cadet Kanadas flotta
Aspirant Marine Nationale
Sergeant Adelborst Nederländernas flotta
Guardha-marinha Portugals flotta
Midshipman Royal Navy